# Vesicularia perpinnata
Vesicularia perpinnata är en bladmossart som beskrevs av Brotherus 1908. Vesicularia perpinnata ingår i släktet Vesicularia och familjen Hypnaceae. Inga underarter finns listade i Catalogue of Life.